# Xã Dixon, Quận Lee, Illinois
Xã Dixon (tiếng Anh: Dixon Township) là một xã thuộc quận Lee, tiểu bang Illinois, Hoa Kỳ. Năm 2010, dân số của xã này là 17.993 người.